# Ricky Bobby – König der Rennfahrer
Ricky Bobby – König der Rennfahrer ist eine US-amerikanische Sport-Komödie aus dem Jahr 2006.

## Handlung
Ricky Bobby ist ein gefeierter Rennfahrer im amerikanischen NASCAR-Nextel-Cup. Seine Einstellung, um jeden Preis gewinnen zu wollen, machte ihn zu einem Nationalhelden. Zusammen mit seinem Partner und Kindheitsfreund Cal Naughton Jr. ist er als das furchtlose Duo „Knack und Back“ bekannt. Die Besonderheit dieses Duos ist es, viele Rennen gemeinsam zu gewinnen, mit Ricky als Sieger und Cal als ewigem Zweiten. Als der schwule französische Ex-Formel-1-Fahrer Jean Girard auftaucht, hat Ricky zum ersten Mal einen ernstzunehmenden Gegner. In einem der folgenden Rennen überlebt Ricky Bobby fast unverletzt einen schweren Unfall, was ihn aber psychisch völlig aus der Bahn wirft. Er verliert jeden Mut und Siegeswillen, seinen Job und sogar seine Frau an seinen besten Freund Cal.
Nachdem er wieder bei seiner Mutter eingezogen ist, taucht auch sein Vater plötzlich wieder auf und versucht, ihn wieder zu einem Top-Fahrer aufzubauen. Langsam arbeitet sich Ricky wieder hoch, besiegt seine Angst und wird wieder NASCAR-Fahrer.
Vor dem alles entscheidenden Rennen auf dem Talladega Superspeedway gesteht Jean Girard Ricky, dass er von ihm besiegt werden möchte, um sich endlich dem Leben, das er führen möchte, zuwenden zu können. Im Rennen arbeitet sich Ricky vom letzten Startplatz bis an die Spitze des Feldes, wobei ihm sein reumütiger Kumpel Cal hilft. Während Bobby und Girard um die Führung kämpfen, wird Cal „zur Strafe“ von seinem Teamkollegen gerammt, wodurch das gesamte Feld, bis auf die beiden Führenden, in einen Massenunfall verwickelt wird und ausscheidet.
Doch auch die beiden zerstören ihre Wagen im Gerangel der letzten Runde. Zu Fuß rennen beide ins Ziel, wobei Bobby um eine Hand breit erster wird.
Letztendlich werden die beiden jedoch disqualifiziert und der Dritte, Cal Naughton, wird zum Sieger erklärt.

## Hintergründe
Die Komödie spielt im Umfeld der NASCAR-Rennserie, das Drehbuch wurde zusammen von Regisseur Adam McKay und Hauptdarsteller Will Ferrell verfasst. Regisseur und Co-Autor McKay tritt zudem in einer kleinen Nebenrolle auf. McKay, Ferrell sowie einige andere Schauspieler entstammen der erfolgreichen US-Comedyreihe Saturday Night Live.
Der Film wurde am 4. August 2006 in den Vereinigten Staaten veröffentlicht, Kinostart für Deutschland war der 12. Oktober 2006. Gedreht wurde hauptsächlich in North Carolina, vorwiegend in der Gegend um Charlotte und den Countys Cabarrus und Gaston. Die Rennszenen, die auf dem Texas Motor Speedway spielen, wurden tatsächlich auf dem Lowe’s Motor Speedway in Concord gedreht.

## Kritiken
„Gerade auch, was die Rückkehr der Qualitätskomödie betrifft ist "Ricky Bobby" ein Hit. Der Film glänzt mit Selbstironie, absurder Komik, Slapstick, tollen Typen (Sacha Baron Cohen als selbstverliebter Pariser Pinsel) und Dialogen zum Mitschreiben. PS-Vergnügen ohne Nebenwirkungen.“

„Keiner macht sich so furchtlos zum Depp wie US-Komiker Will Ferrell. Ob sein Starvehikel im deutschen Kino die Kurve kriegt, bleibt jedoch fraglich. Für 108 Minuten hat er einfach zu wenig lustige Szenen und in Sachen Humor eher Diesel als Super getankt. Fazit: Trotz rasanter Rennsequenzen und aberwitziger Albernheiten schafft es die Radau-Klamotte aus der US-Provinz nicht bis zur Zielgeraden.“

„Man sollte sich weder durch den deutschen Titel, das seltsame Kinoplakat noch durch die hohe Popularität des Films in den USA abschrecken lassen. Zwar wird das Genre nicht neu erfunden und man bekommt auch keine überdurchschnittlich originelle Geschichte erzählt, aber das Ganze steckt die Komödien der letzten Zeit trotzdem locker in die Tasche. Denn „Ricky Bobby – König der Rennfahrer“ hat Charme (der hoffentlich auch in der deutschen Synchronisation erhalten bleibt) und – was noch wichtiger ist – „hot, nasty, badass speed“.“

„Die als Komödie konzipierte (Motor-)Sportgeschichte von der Stange leidet am schlechten Timing der improvisierenden Stand-up-Komödianten und einer schwachen Inszenierung.“

„Obgleich sich ihre zweite gemeinsame Arbeit zweifellos als eine leichte Komödie einordnen lässt, der es nicht an bissigen Pointen, zotigen Wortduellen und wunderbar überdrehten Slapstick-Einfällen – Ferrells Kampf mit dem imaginären Feuer – mangelt, es bleiben nicht zuletzt die ruhigen Augenblicke in Erinnerung. Die Handlung verwendet auf die Schilderung der zaghaften Annäherung zwischen Bobby senior und seinem ehrgeizigen Sprössling mindestens soviel Zeit wie für die Durchleuchtung des Wahnsinns rund um die Rennstrecke.“

## Synchronisation
Der Film wurde bei der Hermes Synchron nach einem Dialogbuch und unter der Dialogregie von Andreas Pollak vertont.
| Rolle             | Schauspieler          | Synchronsprecher  |
| ----------------- | --------------------- | ----------------- |
| Ricky Bobby       | Will Ferrell          | Stefan Staudinger |
| Cal Naughton, Jr. | John C. Reilly        | Roman Kretschmer  |
| Jean Girard       | Sacha Baron Cohen     | Uwe Büschken      |
| Reese Bobby       | Gary Cole             | Jan Spitzer       |
| Lucius Washington | Michael Clarke Duncan | Tilo Schmitz      |
| Susan             | Amy Adams             | Susanne Geier     |
| Larry Dennit, Jr. | Greg Germann          | Oliver Rohrbeck   |
| Carley Bobby      | Leslie Bibb           | Melanie Pukaß     |
| Lucy Bobby        | Jane Lynch            | Arianne Borbach   |
| Jack Telmont      | Rob Riggle            | Thomas Petruo     |